# Нова Вижва
Нова́ Ви́жва — село в Україні, у Старовижівській селищній громаді Ковельського району Волинської області. Населення становить 638 осіб (2010 рік), площа — 6,961 км².

## Географія
У селі річка Кезювка впадає у Вижівку.

## Історія
Періодизація історії розвитку Нової Вижви:
1. Темна доба (епоха) — до 1508 року;
2. Період становлення — 1508—1543 роки;
3. Розквіт («Привілеї Бони Сфорца») — 1543—1556 роки;
4. Період стабілізації (Під владою родини Курбських) — 1556—1585 роки;
5. Нестабільність (під владою орендарів) — 1585—1795 роки;
6. Період відновлення — 1795—1914 роки;
7. Період воєнної нестабільності — 1914—1921 роки;
8. Затишшя («Від війни до війни») — 1921—1939 роки;
9. Крах Нової Вижви — 1942—1944 роки;
10. Післявоєнна руїна — 1944—1946 роки;
11. Сільський етап розвитку — 1946—1991 роки;
12. Село в незалежній Україні — з 1991 року.

Ніяких історичних документів про Нову Вижву в епоху до 1508 року не залишилося, хіба що народні перекази. В яких йдеться про поселення Плоцька Воля, яке знаходилося на території сучасного кутка Воля. А також про такі місцевості як Татарське, Полованки та Грудавище, які відносяться ще до дванадцятого століття. Підтвердження є і в історичних працях: «…говорять, що задовго до закладення цього містечка, на його території існувало поселення „Плоцька Воля“, таку назву і досі носить частина приходу міста Вижви, а на місці сучасного містечка жив граф Ревуцький…»(Теодорович Н.И).

### Містечко Вижва у 1508—1795 роках
26 серпня 1508 року Король Сигізмунд I Старий видав Смоленську грамоту Івану (Янушу) і Василію Михайловичам Сангушкам, відповідно до якої він «…дає їм дозвіл „заснувати містечко Вижву на Смідинській землі, розташованій у Володимирському окрузі при річці Вижві“: цією землею ще при королі Казимирі володів дядько цих князів Іван та їх батько Михайло Сангушки…». Після цього почалася боротьба смідинців проти Сангушків за ці землі. В 1538 році вони жаліються королю, що князь Василій Михайлович Сангушко Ковельський «… на нашому миті, де був міст, замок свій, і містечко для себе збудував і не мало землі нашої забрав…»
Смідинці посилаються на лист, відповідь короля Казимира на скаргу сміденців на Михайла (батька Василя) Сангушковича, що «…він на їх вітчизні заложив волю на Вижві…». Теодорович, досліджуючи документ, стверджував, що Сигізмунд I наказав ліквідувати грамоту Казимира. Також цей документ дає змогу зробити припущення, що Вижва існувала ще до 1508 року, тому що правління короля Казимира IV Ягеллончика припадає на 1447—1492 роки. Підтвердженням того, що сміденці нічого не домоглися служить, ще одна грамота Сигізмунда I про право Сангушків володіти Вижвою від 26 листопада 1538 року.
В 1521 році В.М Сангушко подарував Новій Вижві, а саме її церкві, 98 десятин землі. Уже в 1532 році нововижівському попові та його спадкоємцю він пожертвував 221 десятину землі й всі доходи від церкви. 4 березня 1543 року князь Василій Михайлович Сангушко добровільно обмінявся землями з королевою Боною Сфорца, дружиною Сигізмунда I, який підтвердив цей обмін грамотою виданою в Кракові того ж року. Він віддав весь свій маєток Ковельський у тому числі «… замок Вижву, з містом і двором, що йому належали…», а одержав натомість території в Білорусі.
З ім'ям Бони Сфорца пов'язують розквіт поселення, який відбувався у середині сорокових років XVI століття. В цей час Вижівська волость підпорядковувалася відомству Ковельського старости, яким тоді був Богдан Михайлович Семашко. Під час ревізії Володимирського замку в 1545 році люди з Смідинської волості скаржилися ревізорам, що «…Богдан Семашко, староста ковельський, значні їх землі і сінокоси приєднав до Вижви без ніякого права, чим приніс їм багато грабунків та збитків…».
В 1548 році Нова Вижва отримала привілей Магдебурзького права: дозволялось проводити ярмарки і базари щонеділі, стягувати мито за переправу через річку та розширювалися повноваження міського самоврядування. До того ж селяни Вижівської волості перетворювалися на королівських чиншовиків. Також у одній із грамот 1548 року Ковельському старості Семашку наказувалося приєднати до містечка приміських поселенців. Та цього не сталося, а тому жителі прилеглих сіл фактично залишилися селянами.
Про привілеї Нової Вижви велося досить багато дискусій. Перш за все в 1508 році князь Василь Михайлович Санґушко отримав локаційний привілей. На жаль, він писався за певним шаблоном, а тому є мало інформативним. Однак. він і не міг бути іншим, оскільки локаційний привілей не був кодифікацією міського права, а включав лише норми, що регулювали специфічні справи даного міста. Загальні ж справи були відомі адресатові привілею.
Після смерті королеви Бони Вижівська волость відійшла до держави і підпорядкувалась Ковельському маєтку. Його староста Франц Фальчевський мав намір позбавити нововижівчан привілеїв, гарантованих королевою. Проте польський король Сигізмунд II Август 1558 року наказав старості не забороняти вижівцям користуватися доходами від корчми, подушним, воскобійним і мостовим й звелів брати з домів та ґрунтів не по 12 динарів податку, а по два. Це сприяло розвитку містечка.
Воно мало вигідне географічне положення, адже саме через Вижву пролягав торговий шлях з Володимира на Берестя, так звана «Вітовтова дорога», транспортний коридор через важко прохідне Полісся.
За користування такими шляхами, мостами тим хто проїздив потрібно було сплачувати митний податок державній казні. В документах 1580 року згадується, що тут діяв прикоморок Ковельської митниці. Також Вижва виникла і на важливому річковому шляху Вижва—Прип'ять—Дніпро—Чорне море і неподалік від русла річки.
Наступним етапом цього періоду була передача нововижівського маєтку князю Андрію Курбському Сигізмундом II Августом у 1564 році. У Вижві Курбський поставив урядником московита Івана Постніка, який управляв Вижівською волостю і по смерті князя, до повернення Ковельського маєтку в державну казну в 1585 році. За деякими тогочасними документами Речі Посполитої маєток належав дружині покійного князя Олександрі Курбській-Ярославні попри те, що надавався він Курбському без спадкового права. Під час правління цієї родини в 1569 році після Люблінської унії Нова Вижва ввійшла до складу Речі Посполитої.
Після повернення маєтку у державну казну розпочався занепад. Практично невідомим в історії міста Вижви залишається період 1585—1795 років. На польських картах дане поселення позначалось як міське. З 1585 року нововижівський маєток починає передаватися з рук в руки до різних поміщиків, які рідко рахувалися з правами міщан. Також за люстрацією 1628 року містечко давало у державну казну 572 флорини, 25.5 гроша податку. В цей період воно належало трьом орендарям. Згодом в 1732 році належало Лосятинським і в офіційних документах іменується Візвеніс.
Починаючи з 1739 р. ковельським староством, куди входив і вижівський маєток, володів князь Димитр Іполіт Яблоновський (1706–1788 рр.). За «Гербовником» А. Бонецького, він отримав його від батьків першої дружини Катерини Шембек в 1739 р. Саме в цей період, за люстрацією 1765 року, починається занепад Нової Вижви. Значною мірою це спричиняє королівський кінний полк, який стояв тут вже близько двох десятиліть. Від огорожі колишнього замку залишилися тільки сліди, сам він уже давно згорів. Також в описі згадується, що для оборони містечка було призначено п'ять гаківниць.
У 1775 р. Вижва відійшла до польського короля Станіслава Августа, який передав його Вацлаву Жевуському, але після того воно невдовзі повернулося до володінь Д. Яблоновського. Після смерті першої дружини Д. Яблоновський одружився вдруге з Юзефою Мичельскою, яка після смерті Д. Яблоновського в 1788 р. отримувала прибутки від вижівського маєтку. Станом на 1798 р. прибутки з містечка і надалі отримувала княгиня Юзефа Яблоновська. Очевидно, в даному випадку йде мова про так зване «доживотне» володіння маєтком, коли доходи від маєтку надходили до «державця» аж до його смерті. У цей час міщани залишалися особисто вільними. Відносини вижівських міщан з В. Жевуським та Ю. Яблоновською мали частково конфліктний характер, про що свідчить судовий процес, який вижівські міщани вели проти них у 1798–1801 рр. і 1810 р. 
Станом на 1783 р. Вижва мала такі географічні елементи містечка, що виділені в актовій книзі:
1) Перша частина ринку, 
2) Друга частина ринку (від брами Ковельської), 
3) Третя частина ринку (від церкви Преображення), 
4) Четверта частина ринку (від брами Ратенської), 
5) Вулиця Довга, 
6) Вулиця Шевська (або Свічка?) (Swieczka), 
7) Вулиця Захорська (Zachorska), 
8) Перша частина передмістя Воля,
9) Друга частина передмістя Воля,
10) Урочище Плонисько.
В центрі населеного пункту був обов’язковий елемента містечка – ринок, де, очевидно, проводилися ярмарки, а також церква Преображення, що розташовувалася неподалік від сучасного мосту через річку Вижівка. Наприкінці XVIII ст. залишалися оборонні споруди навколо містечка, про що є не лише згадки в Актовій книзі про Ратнівську та Ковельську брами, але й інші письмові свідчення. Очевидно, міський простір не зазнав значних змін з кінця XVI ст., оскільки ці брами були відомі в писемних джерелах з того періоду. Окрім того, в містечку була синагога. Євреї освоїли нововижівські землі ще наприкінці XVI, а в XVII столітті їх кількість значно зросла. Особливою характерною рисою нововижівських євреїв було те, що вони займалися кожухарством і їздили на промисел до міст Речі Посполитої, а саме Варшави, Лодзя, Кракова. В результаті для захисту виробничих інтересів виникла унікальна шнайдерська мова, у якій зустрічаються перекручені слова з української, польської, їдиш та німецької мов. З часом кожухарство стало найважливішим промислом і для місцевих жителів-українців, які теж освоїли шнайдерську мову. Назва мови походить від німецького слова «снайдер», що означає кравець. Місцеве населення так ревно оберігало свою мову, що вона не поширилась на прилеглі села. Якщо дівчина виходила заміж у сусіднє село, то вона не мала права передавати тлумачення шнайдерських слів. За розголошення таємниці односельчани могли її жорстоко покарати.
Містечко не було великим за населенням. За люстрацією Вижви 1765 р., дані якої наведені в «Географічному словнику» кінця ХІХ ст., кількість будинків міщан-християн становила 176, міщан-юдеїв – 27. За даними Актової книги, у 1783 р. в містечку було 106 будинків міщан-християн та 27 – юдеїв. Чисельність населення Вижви становила орієнтовно від 800 до 1460 осіб. Загалом доходи з містечка (без сіл) у 1786 р. складали 5221 злота. Зважаючи на те, що усього в містечку було 133 господарства, середня дохідність складала 39,3 злотих. Основну частину складав дохід з продажу ячменю – 4959  злотих. Ячмінь постачали переважно на зовнішній ринок (через річку Бунг). 
У 1783 р. війтом був Роман Семакович, який, окрім власної земельної ділянки (2 волоки (33,6 га) і 7 моргів (3,92 га)), утримував окремо за війтівство 3 морги землі (1,68 га), за які не платив оренду. Окрім того, він мав велику земельну ділянку за межами містечка («застінек») площею 20 моргів (11,2 га). Таким чином, вижівський війт мав досить великі земельні наділи у своєму користуванні (загалом – приблизно 50 га). Надання війтам землі (не менше 1 волоки, подекуди 6 волок) додатково за виконання цих обов’язків було традиційною практикою і для XVII ст. Імовірно, Р. Семакович мав давні місцеві корені, адже його однофамілець Євтух згадувався в списках урядників Вижви першої половини XVII ст. (у 1607 р. – одним з трьох війтів, 1608 і 1616 рр. – райцем). Іншим важливим елементом соціальної структури містечка був православний священник. У 1783 р. у Вижві таким був Радивон (церква Преображення). Він мав будинок, 6 волок в урочищі Спонськ, зокрема 2 – на міській землі (орієнтовно 100,8 га), та велику ділянку за межами міста в напрямку Рудні.

### Нова Вижва в 1795—1945 роках
Після третього поділу Польщі в 1795 році територія населеного пункту відійшла до Ковельського повіту Волинської губернії Російської імперії. Про характер громадського стану на той час можна дізнатися з метричної книги 1818—1828 років. Вів її священик Афанасій Страшкевич. За десять років населення містечка зросло лише на 125 чоловік, що свідчить про незадовільний рівень медичного обслуговування, відсутність профілактичних щеплень проти інфекційних хвороб.
За люстрацією маєтку 1849–1858 рр., міщани-християни перебували у вигіднішому становищі. В одному будинку проживало в середньому по 4,6 осіб міщан-християн (орієнтовно 490 осіб або 70,2%), і по 7,7 осіб міщан-юдеїв (орієнтовно 208 осіб або 29,8%).
Станом на середину ХІХ ст. містечко Нова Вижва разом із селами Стара Вижва, Брідки, Рудка, Чевель, Мельники перебували у державній власності і становили разом один ключ – об'єднання для кращої господарської організації кількох населених пунктів навколо фільварку.. За люстрацією 1849-1858 рр., в містечку було господарств міщан-християн – 205 тяглих господарств (457 чоловіків та 485 жінок (разо)м 942 людини), міщан-євреїв – 24 городника (79 чоловіків, 106 жінок (разом 185 людей)). Тим не менше, усю першу половину ХІХ ст.  містечко продовжувало користуватися привілеями (зокрема щодо користування землею). У середньому на одного міщанина припадало приблизно 3,47 десятини орної землі, на одне господарство – 13,4 десятини. Для порівняння, середній земельний наділ на ревізьку душу в маєтках Волині становив 2,85 десятини. Отже, становище вижівського селянина було дещо кращим від середньостатистичної характеристики селянського господарства у маєтку Волині.
Інвентарна реформа закріплювала так звану «польську панщину» (оподаткування велося за «дворами», а не ревізськими «душами» – т. зв. «російська панщина») . Це сприяло тому, що селяни неохоче ділили свої господарства. У Вижівському помісті середньостатистичне селянське господарство включало майже по 4 повнолітніх чоловіка та жінки. Цей показник був приблизно таким же в господарствах міщан-юдеїв та набагато меншим – міщан-християн. Останнє могло бути пов’язаним з відсутністю оподаткування міщан-християн за цим принципом.
Середньостатистична кількість чоловіків та жінок в одному господарстві у Вижівському ключі залежно від соціально-правового статусу.
| Вид господарства у Вижівському маєтку | Кількість повнолітніх в одному господарстві, в середньому | Кількість повнолітніх в одному господарстві, в середньому |
| Вид господарства у Вижівському маєтку | Чоловіків                                                 | Жінок                                                     |
| Селянське господарство                | 3,87                                                      | 3,75                                                      |
| Господарство міщан-християн           | 2,23                                                      | 2,37                                                      |
| Господарство міщан-юдеїв              | 3,29                                                      | 4,42                                                      |

Як зазначає відомий дослідник історії України Олександр Цинкаловський, наприкінці XIX століття у Новій Вижві налічувалося 408 будинків, 2476 жителів, дві церкви, синагога, дві крамниці, проводились ярмарки, була ринкова площа.
Єврейське містечко в цей час налічувало 70 житлових будинків. На початку XX століття у містечку працювало більше десяти торгових закладів. В цей період, тобто з 1795 до 1914 року, євреї продовжували займатися посередницькою торгівлею. Вони отримували товари з Польщі, міста Ковеля. Найчастіше це були шкіряні вироби, солодощі, господарський інвентар, тканини.
Довгий час у канцелярії нововижівської управи зберігались привілеї міщан щодо земельних угідь. Земля могла вільно переходити від одного господаря до іншого без втручання нотаріату. Але не всі жителі мали однакову кількість землі, тому були серед нововижівчан безземельні та багатоземельні. Це свідчить про майнову нерівність у містечку.
На території сучасного кладовища кутка Воля в 1827 році була побудована церква Успіння Святої Богородиці. Також трішки пізніше в 1838 році була споруджена церква Преображення Господнього. Біля неї на підвищенні знаходився будинок священика. Вона була головним храмом приходу ще на той час містечка Нової Вижви. У своїх спогадах колишній священик церковного приходу Олександр Вільчинський писав, що містечку Новій Вижві польський король надав 3365 десятин землі і 604 десятини побічних. Це підтверджується документами, які він бачив у 1911 році. Право на земельні володіння надані міщанам польським королем були затверджені сенатом Російської імперії.
Становище жителів Нової Вижви погіршилося з приходом Першої світової війни. Міщани почали готуватися до евакуації. З пожитками на підводах, дітьми, продуктами збиралися в далеку дорогу біженці. Осінь 1915 була сухою. В дорозі відчувалася нестача питної води. Люди стали хворіти. Падала худоба. Далеко від дому нововижівчанам відійти не вдалося: австро-німецька армія перетнула їм шлях. Дійшли лише до Ратного, Видраниці, Бузак, Камінь-Каширського та й прийшлося повертатися назад. Тільки окремі сім'ї через евакуацію опинилися в далекому Алтайському краї.
Так почалася австро-німецька окупація Вижви. В сусідньому селі Старій Вижві була німецька комендатура. Окупанти грабували місцеве населення, забирали коней, вози, сіно, різну худобу. Молодь гнали на невільницьку працю: риття окопів, траншей. Хто відмовлявся чи ухилявся, били до напівсмерті, підвішували за руки до високих жердин. Проте в умовах жорстоких тортур нововижівчани продовжували обробляти землю. Військовополонені ж росіяни отримували від місцевого населення посильну допомогу, а віддячити могли хіба що парою рук: в'язали снопи, косили, орали.
Війна закінчилася. Революційні події 1917—1920 років не змінили суттєвого становища жителів. Після підписання Ризького мирного договору між Польщею та Росією для Нової Вижви розпочався новий період розвитку, адже вона відійшла під владу Польщі. Містечко втратило свій колишній статус і тепер підпорядковувалось гміні — волосному управлінню. Продовжувала діяти церковно-приходська школа. Новий уряд дозволив організувати українське товариство «Просвіта». Головою просвітянського гуртка був Панас Михайлович Вільчинський. Просвітяни мали бібліотеку, ставили українською мовою вистави: «Учитель», «Наталка-Полтавка», «Назар Стодоля». Доходили і газети, які видавалися у Львові: «Досвітня зоря», «Сільроб», «Селянська правда».
У тридцятих роках жителі Нової Вижви заснували кооператив «Господар». Діяло тут і товариство «Сільроб», його членами були Я.С Кричинюк, П.М Вільчинський, К.І Систалюк, К. Соломонюк та А. Систалюк.
Поліщуки організовувались у політичні організації. Найбільші з них — Організація українських націоналістів(ОУН) та Комуністична партія Західної України (КПЗУ). Їхні осередки діяли і в Новій Вижві. Підґрунтям для невдоволення українського населення стали різні утиски польської влади і в господарській, і в духовній сферах. Найпридатніші для землеробства землі належали польським поміщикам. Заробітна плата на невеликих підприємствах була незначною, умови праці тяжкими. Відтак зростало безробіття. Обмежувалися права українців на освіту.
За революційну діяльність багато міщан зазнали утисків та переслідувань. П'ять років просидів в казематах Берези Картузької Яків Степанович Кричинюк. П'ятеро політв'язнів були засуджені польськими властями від 5 до 10 років ув'язнення. У 30-х роках жителі Нової Вижви чинили опір податковим агентам і поліцейським. Вечорами організовували лісові сходки. Під керівництвом Седлищенського комітету КПЗУ у містечку також організовується місцевий комітет, секретарем якого спочатку був М. Г. Ступик, а згодом став П. Г. Савчук. Тоді ж була заснована підпільна комсомольська організація, якою керував Л. Л. Шумський. Потім його змінив І. М. Посполітак. У грудні 1937 року в Новій Вижві було п'ять членів партії та дев'ять комсомольців.
Також в 20-30-ті роки була в Новій Вижві початкова школа, де навчання велося польською мовою. Спочатку директором працював галичанин Данило Мокрий. Згодом на цю посаду було призначено пана Лосося. Так старожили пам'ятають лише один випадок, коли здібному учневі Кіндрату директор дав направлення на подальше навчання. Згодом він став професором у США.
Польська влада не здобула підтримки серед місцевого населення, тому у вересні 1939 року міщани зустріли радянські війська з надією на краще майбутнє. Але ще не встигло висохнути чорнило на документах про входження Західної України до УРСР та відповідно і СРСР, як на цій території розгорнули роботу каральні органи. Кожен десятий житель зазнав репресій. Найзапекліша боротьба велася проти учасників національно-визвольних змагань, бо вони не хотіли встановлення радянської влади. Лилася кров і на майдані, перед будинками установ містечка Вижви. Кожен, кого запідозрювати у допомозі чи співучасті в ОУН, був розстріляний, зазнав катувань або ж був доставлений у в'язницю.
З приходом радянської влади змінилося становище й у школі. Так Лосося замінив Адам Іванович Блаховський. На зміну польським вчителям прийшли українські.
Проте різких змін жителі не встигли відчути, бо вже влітку 1941 року були окуповані наші землі гітлерівцями, які стрімко рвалися вперед. Саме німецький окупаційний режим сприяв занепаду, руїні Нової Вижви, з якої вона вже повноцінно не повстала.
В 1942 році гітлерівці прийняли рішення про масове знищення єврейського населення, що дістало назву голокост. Відповідно 19 серпня того ж року сталася найжахливіша подія за всю буремну історію містечка. В населений пункт в'їхали німецькі мотоциклісти, які відразу ж направились у бік єврейського поселення, так званого гетто, яке було оточене з усіх боків колючим дротом. Всіх євреїв вони зібрали разом і відправили на розстріл. Перейшли через міст, пройшли центральною дорогою кутка Великопілля і повернувши наліво, рушили через Велике поле до лісу, де вже були підготовлені «ями смерті». Їх вирити заставили місцеве населення, що і так чимало потерпало від окупантів. Євреї не пручалися, а були смирними. Першим йшов рабин Бемцьо, його невістка й двоє дітей, а за ними всі інші по троє в ряду. Коли прийшли на місце, серед молоденьких сосонок німці змусили всіх роздягнутися та розчесати жінкам волосся, щоб там не було сховане золото, розпочали розстріл. Рабин зайшов перший в могилу, промовив молитву та закликав людей не боятися розстрілу. Стріляли з автоматів й гвинтівок, оскільки чулися одиночні постріли і цілі черги. За декілька хвилин п'ять сотень людей лежало на землі і стікало кров'ю, серед них 72 українці, а всі інші євреї. Місцеві, які закопували загиблих, згадують, що практично всі були застрілені в потилицю. Передував цьому розстріл нововижівських ремісників, яких для розправи вивезли у Луків. Єврейське поселення було пограбовано й повністю знищено, не залишилося жодної уцілілої будівлі, все зрівнялося з землею.
Місцеві жителі нічим не могли допомогти євреям, тому що був даний наказ вбивати тих, хто навіть спробує надати допомогу єврею чи десь сховати його. Але все ж сім′я Цехошів врятувала одного єврея — маленького хлопчика, ризикуючи власним життям, вони врятували життя іншій людині — це подвиг в ім'я людства.
Для міщан розпочався окупаційний режим. Нічого подібного вони не бачили, це не рівнялося навіть до подій Першої світової війни. Навколо були тільки смерть та руїни. Багато жителів почали втікати і переховуватись у лісі. Взявши з собою в клунок тільки найнеобхідніше, вони жили в хащах, корчах; спали на лозі; їжі було обмаль. Як кажуть у народі: «Не дай Бог таке пережити». Проте, міщани перетерпіли й вижили. Звісно, дехто з них уже не повернувся до рідного села, зустрівши смерть або осівши в іншому поселенні.
17 липня 1944 року війська 1-го Білоруського фронту визволили Нову Вижву. У цих боях брало участь багато воїнів різних національностей, у наш час[коли?] встановлено імена 45 тих, хто визволяв це поселення, а також Рудку та Хотівель.
Ось так закінчилася для Нової Вижви Друга світова війна. Було зруйновано 121 будинок, 230 господарських споруд. Гітлерівці відправили на каторжні роботи 146 жителів. Понад 110 нововижівчан брало участь у Німецько-радянській війні. Смертю хоробрих полягли тридцятеро з них.

### Сільський етап розвитку
Нова Вижва почала занепадати, вона стала звичайним поліським селом. Багато місцевих жителів виїхали до міст в пошуках кращого життя. Відразу почала діяти Нововижівська сільська рада. У 1946 році по всіх кутках були створені колгоспи.
У 1947 році почалося будівництво нової школи в кутку Замосток. В 1951 році об'єдналися колгоспи усіх кутків Нової Вижви в один імені Молотова. У 1958 році до них приєдналися колгосп сіл Рудка і Хотівель імені Горького. Укрупнений колгосп дістав назву «Світанок», головою якого було обрано Сикало П. Г. А 3 липня 1976 року на цю посаду обрали Гайдашука Миколу Івановича.
Під час Хрущовської антицерковної кампанії у 1962 році був виданий наказ про зняття з обліку релігійних споруд найстарішої в районі церкви Преображення Господнього. В 1979 році її було зруйновано. На згадку залишилися тільки великі кам'яні блоки з фундаменту.
На жаль, за радянської влади на історію Нової Вижви ніякої уваги не звертали, не проводили фактично ніяких досліджень, хоча можливості були набагато більші, ніж на сьогоднішній день. Тільки в 1977 році вчений із Ужгорода Дзендзелівський зібрав більше тисячі шнайдерських слів. Проте його книга «Арго нововижівських кожухарів на Волині» вийшла у Відні, а тому була недоступною для місцевих.
Також потрібно звернути увагу на те, що за часів УРСР проводилась меліорація на нововижівських землях, яка призвела до зникнення прадавніх боліт, зменшення річкової повені.
На захід від кутка Великопілля серед поля було пробито глибоку артезіанську свердловину, вода з якої мала постачатися на Старовижівський крохмальний завод, було збудовано до того місця високовольтну лінію електропередач, мала бути насосна підстанція. Також розпочалося будівництво цегельного заводу, який мав працювати на місцевих ресурсах. Та всього цього так і не сталося, після розпаду СРСР будівництво зупинилося. Там, де мав бути завод, залишилися лише неглибокі кар'єри, а від підстанції залізна труба, що виходить з-під землі.
Все ж в XXI століття селяни ввійшли з надіями на краще. Через все село з півночі на південь простягнулася асфальтована дорога. В селі прокладений газопровід.
2007 року було відкрито пам'ятник загиблим євреям в урочищі Гори, це вже досягнення, оскільки до цього єврейські захоронення не були впорядковані. Поряд з економічним розвитком територій дуже важливим є збереження історичної пам′яті місцевого населення, задля вшанування своїх предків та благополуччя майбутніх поколінь.

## Населення
Згідно з переписом УРСР 1989 року чисельність наявного населення села становила 781 особа, з яких 345 чоловіків та 436 жінок.
За переписом населення України 2001 року в селі мешкало 639 осіб.

### Мова
Розподіл населення за рідною мовою за даними перепису 2001 року:
| Мова       | Відсоток |
| ---------- | -------- |
| українська | 99,84 %  |
| російська  | 0,16 %   |

## Шнайдерська мова
Назва мови походить від німецького слова «шнайдер», що означає кравець. Виникла вона для захисту професійних інтересів місцевими кожухарями. Широко поширилася і в побуті всіх місцевих жителів. Вони так ревно оберігали свою мову, що вона не поширилась на прилеглі села. Якщо дівчина виходила заміж у сусіднє село, то вона не мала права передавати тлумачення шнайдерських слів. За розголошення таємниці односельчани могли її жорстоко покарати.
Нововижвівці (звичайно лише чоловіки) відходили на заробітки після збору врожаю (з вересня) і поверталися частина десь у січні чи лютому, а частина аж у квітні, весною, коли потрібно було веснувати. Розходилися вони на заробітки звичайно невеликими групами по містах (Варшава, Лодзь, Люблін, Бяла Подляська, Радом, Седльце та ін.), містечках і селах Польщі, Волині та Білорусі, де займалися шиттям і ремонтом кожухів, кожушанок, шапок, рукавиць, безрукавок, камізельок, сіряків, свит тощо, продажем та перепродажем цих і подібних предметів.
Гурт з 2—4 таких заробітчан-кожухарів (шнайдерів) йшла по селу від хати до хати, запитуючи про потребу в роботі. В селах така група працювала по хатах господарів, а в містах наймала окремі приміщення. Йшла на заробітки переважна більшість дорослого чоловічого населення, навіть ті, хто не вмів шити чи не мав до цього нахилу. Тих, що залишалися дома, нерідко висміювали. Відповідно на роботі виникала потреба таємно поговорити про дрібний обман, підвищення ціни, якість роботи тощо Ці потреби і задовольняла шнайдерська мова.
Частина слів «шнайдерської мови» спеціально штучно придумана, частина є перекрученнями звичайних загальновживаних слів, а значна частина перейнята з інших мов, зокрема ідиш, німецької, польської. Тепер нововижвівське арго належить звичайно до пасивного запасу старших та найстарших мовців. Проте до використання не лише окремих арготизмів, а й цілих речень та розмов на арго вдаються старші нововижівці нерідко й тепер. Хоча для захисту професійних інтересів вона слугувала тільки до 1939 року.
Арго нововижвівських кожухарів досить багате і охоплює різні шари лексики. Проте як найважливіші виділяються три групи: а) назви на означення основних понять кравецького ремесла; б) назви, зв'язані з побутом і різними стосунками людей, та в) назви на означення важливіших сільськогосподарських понять, що, очевидно, свідчить про щільні стосунки носіїв досліджуваного арго з сільськогосподарським виробництвом та, можливо, порівняно часті розрахунки замовників з нововижвівськими кожухарями натураліями.

## Урочища

### Місто
Це урочище, яке нині нічим не відрізняється, хіба що пустирем, який тут утворився завдяки німецькій та радянській владі. В минулому це культурний та економічний центр Нової Вижви, історія якого розпочинається з 1508 року, коли князі Сангушки заклали тут свій замок та велику церкву з двома вівтарями. Після цього воно стало дуже привабливим місцем для поселення. Саме тому його й облюбували євреї. Тоді вони контролювали багато сфер діяльності великих міст усієї України. Уже до кінця XVI століття тут було збудовано ринкову площу, бойню. Ринок був центральним і найважливішим компонентом міста, його невід'ємним атрибутом. Його елементами були: плац, призначений для торгівлі; пасма, призначені для комунікацій; блоки внутрішньої забудови (ратуша, крамниці, будинок ваги); блоки приринкової забудови[3; 36]. В Місті проводилися славнозвісні ярмарки, майже вся культурна та економічна діяльність містечка. Саме тут євреї займалися своєю посередницькою торгівлею: вони отримували товар з Польщі та Ковеля. Найчастіше це були шкіряні вироби, солодощі, господарський інвентар, тканини. Ярмаркових днів міщани мали кілька: 29 червня — 12 липня, 8-21 листопада. На них часто приїздили «русские коробейники», які привозили ситець та галантерейні вироби. Важливим є географічне положення цієї частини. Адже вона знаходиться у безпосередній близькості до річки Вижівка. В добу розквіту тут проживало близько п'ятисот євреїв, знаходилось більше десяти крамниць, була лазня.
Тут була також церковно-приходська школа, яка розміщувалася неподалік від центральної дороги за двома магазинами. Директор школи мусив наймати житло у євреїв. Якщо рухатися з півночі, то відразу за мостом з лівого боку на площі близько одного гектара було 16 єврейських будинків. Основна кількість будинків знаходилася обабіч дороги, що веде до мосту через річку Кизівку. Біля неї з правого боку на незначному підвищенні була лазня. Щосуботи не євреям заборонялося її відвідувати, проте в будні дні вона була відкрита для всіх. Також 4-5 хат було розміщено на вулиці на захід від церкви у бік урочища Лазок. Ще одна велика вулиця була на сході, де нині руїни ферм, там знаходилося більше восьми хат. Потрібно зауважити, що жодна хата не була крита соломою, оскільки були вони покриті бляхою або ж ґонтою. Неподалік від лазні, на південь, знаходилася єврейська школа, яка водночас була і синагогою. В будні дні там навчалися діти, а в святкові проводилися релігійні зібрання. Хоча частина єврейських дітей навчалася й в іншій школі. Загалом в цьому центрі міста Нової Вижви знаходилося 70 будинків.
Проте, час зробив своє, і гірка доля спіткала Єврейське містечко. В 1939 році занепали промисли, бо шлях на Польщу закрився з приходом нової влади, яка почала встановлювати свої закони та насаджувати свої ідеї населенню, яке споконвіків звикло до свободи. Та це ще не найгірше. 1942 рік, триває Німецько-радянська війна: гітлерівці добралися й до Нової Вижви. Відразу на мотоциклах рушили у Єврейське містечко. З болем та сльозами згадують старожили 19 серпня того ж року. В той жаркий літній день німецькі нацисти знищили всіх євреїв.

### Замчище
На даний час поширенішою назвою є Попова гора. Саме тут на штучному пагорбі в 1508 році князь Сангушко заложив свій замок. Щоправда він був дерев'яний, тому довго простояти не міг, а тому уже в XVIII столітті згадується лише про його руїни. Згодом на ньому розмістився панський маєток, який знаходився тут практично до середини XIX століття. Після нього на почесному місці було зведено будинок священика. Вже в цей період місцевість починає називатися Попова гора.
Пам'ятка розташована на останці, який розташований у заплаві річки Вижівка. Вона являє собою штучно насипаний земляний майданчик (ескарп) висотою близько чотирьох метрів, у плані півкруглої форми, діаметр верхньої частини 65-75 метрів. На початку 1970-х років в південній і північній частині Попової гори були вириті три силосні ями розмірами 20 на 4; 20 на 4; 35 на 8 та глибиною 1.5-2.7 метра, що значно вплинуло на висоту пагорба, тобто земля розсунулася по схилах, а відповідно ескарп став нижчий. У давнину Замчище по периметру було оточене ровом, який зберігся фрагментарно в південній, західній та північно-західній частинах, шириною 5-8 метрів, глибиною 1-1.5 метра. Східна частина оточена болотом.

### Дворище
Урочище, де був розміщений маєток Курбських. Воно не збігається з Замчищем, а знаходиться на захід від вищезгаданих місцевостей, а також на північ від Першої Волі. Розташоване неподалік лісу Піски, серед боліт біля річки Вижви, звісно на горбистому підвищенні, яке не впадає в очі. Потрібно зазначити, що Дворище — це не Замчище, бо досить часто ці назви переплутують і вважають одним і тим же.
Підтвердженням цьому можуть слугувати такі теоретичні докази: в тому місці через річку був прокладений міст. Тому коли князь чи його упорядник хотіли потрапити в центр, то вони спочатку переїжджали через нього до Волі, а потім по бервах — дерев'яних настилах через болото — практично до головного храму приходу. Але все-таки, як і по всій території колишнього містечка, прямих доказів абсолютно не залишилося, тобто тільки природні масиви, які мають свою певну унікальність та неповторність.

### Москалівщина
На березі Вижівки, на північний захід від Замчища та на південний захід від Великопілля, розташована Москалівщина. Це урочище являє собою підвищену територію на березі річки серед трав'янистої рослинності з десятьма курганами, приплюснутої круглої форми, з діаметром від 6 до 10 метрів та відносною висотою 0,5-1 метра. Влітку за буйною травою їх практично не видно, проте восени, взимку та навесні ще здаля можна побачити ці насипи. Існують дві основні версії їх походження:
1. У 1812 році тут відбулася незначна сутичка росіян проти французького загону, який відбився від головної армії та заблукав на волинських землях. В результаті бою на березі річки поховали росіян (у народі — москалів);
2. За іншою версією — це поховання військовополонених росіян у роки Першої світової війни.

## Легенди Нової Вижви

### Легенда про походження назви «Вижва»
Колись дуже давно, оглядаючи свої землі королева Бонна зупинилася на ночліг у поселенні Плоцька Воля, на мальовничому правому березі невеликої поліської річки.
Коли вона прокинулася вранці, то слуги принесли їй склянку води. Королева була хвора страшною і невиліковною хворобою очей, проте, коли вмилася водою, відразу вилікувалась і вигукнула: «Видва!», тобто, що вона вже бачить.
Вона була безмежно щасливою. Тому, щоб віддячити, надала поселенню багато пільг та привілеїв та зробила його самостійним, назвавши Вижва, оскільки саме тут вона побачила світ. Таку ж назву отримала і річка з чудодійною водою. Королева ніколи не забувала про поселення, де вона вилікувалася, тому під час її правління міщани не знали ні біди, ні горя, а жили заможно і вільно.

### Легенда про «Татарщину»
Колись, ще за часів Київської Русі, коли часто на українські землі нападали татари і половці, на даному місці був лише пагорб серед болота, на якому ніхто не жив. Тоді від ворожих племен найбільше страждали східні та центральні регіони держави. Проте одного разу невелике відділення половців, не зустрівши опору, прорвалося в далеко заглиблену частину — Волинське Полісся. Люди тут завжди жили мирно, не знали війн і розрухи.
Татари захоплювали їх без особливих пручань. І ось одного разу, захопивши багато бранців та різного добра, вони поверталися уже назад до себе в середньоазіатські степи. Вирішили трохи відпочити на мальовничому пагорбі серед боліт. Полоненим українцям було важко терпіти ворожу наругу, до того ж їм були незвичні такі знущання. Зрозумівши, що їх виведуть з рідної землі, вони втратили надії на краще й одностайно вирішили вмерти, а не віддатися ворогам. Про це вони заявили татарам: « Ми всі помремо на своїй землі, а не підемо». І тут же всі були мертві від ворожих шабель. Тих, хто намагався втекти, вершники наздоганяли і також рубали. По землі лилася кров, та стільки її було, що ґрунт збивався у грудки. Ця тиха лісова галявина дістала назву Татарщина.
Згодом тут почали селитися люди, але місцевість, на знак пошани загиблих, так і залишила навіки незабутню назву, що свідчить про справжній патріотизм і героїзм українців.

### Легенда про «Високе»
Ще за польського панування на наших землях, коли вони належали Сигізмунду тут було лише невеличке село. Проте цей могутній володар прибувши сюди, звелів закласти замок оборонний та збудувати велику церкву для прихожан. Оскільки підвищення у даному місці не було, то місцевий люд змусили власноруч насипати замковий пагорб, щоб він був більш неприступний. Землю брали неподалік, та стільки її потрібно було, що на тому місці стало величезне болото, яке збереглося й по наш час. І називається воно Лазок, оскільки люди змушені були лазити по землі, виконуючи цю брудну, але благородну роботу. Ще довго пам'ятали люди про ті дні важкої праці, вони й увінчалися у цій промовистій назві.
Робота йшла, проте потрібно було десь взяти дерева для спорудження будівель. Неподалік від цієї місцини ріс дубовий праліс з височезними, широчезними деревами. Будівельники відразу взялися за роботу. Спиляли, обробили деревину та й почали майструвати. За декілька тижнів замок уже височів на штучному пагорбі.
Але головна робота була попереду, адже потрібно було спорудити величезну з двома вівтарями церкву, для цього була відкладена найкраща деревина. До того ж будівельники були справжніми майстрами, тому, добре попрацювавши, спорудили храм без жодного сучка і цвяха. А місце де колись височів ліс, так і залишило за собою назву Високе. Довго нововижівці милувалися й пишалися цією прекрасною церквою Успіння Святої Богородиці.

## Галерея

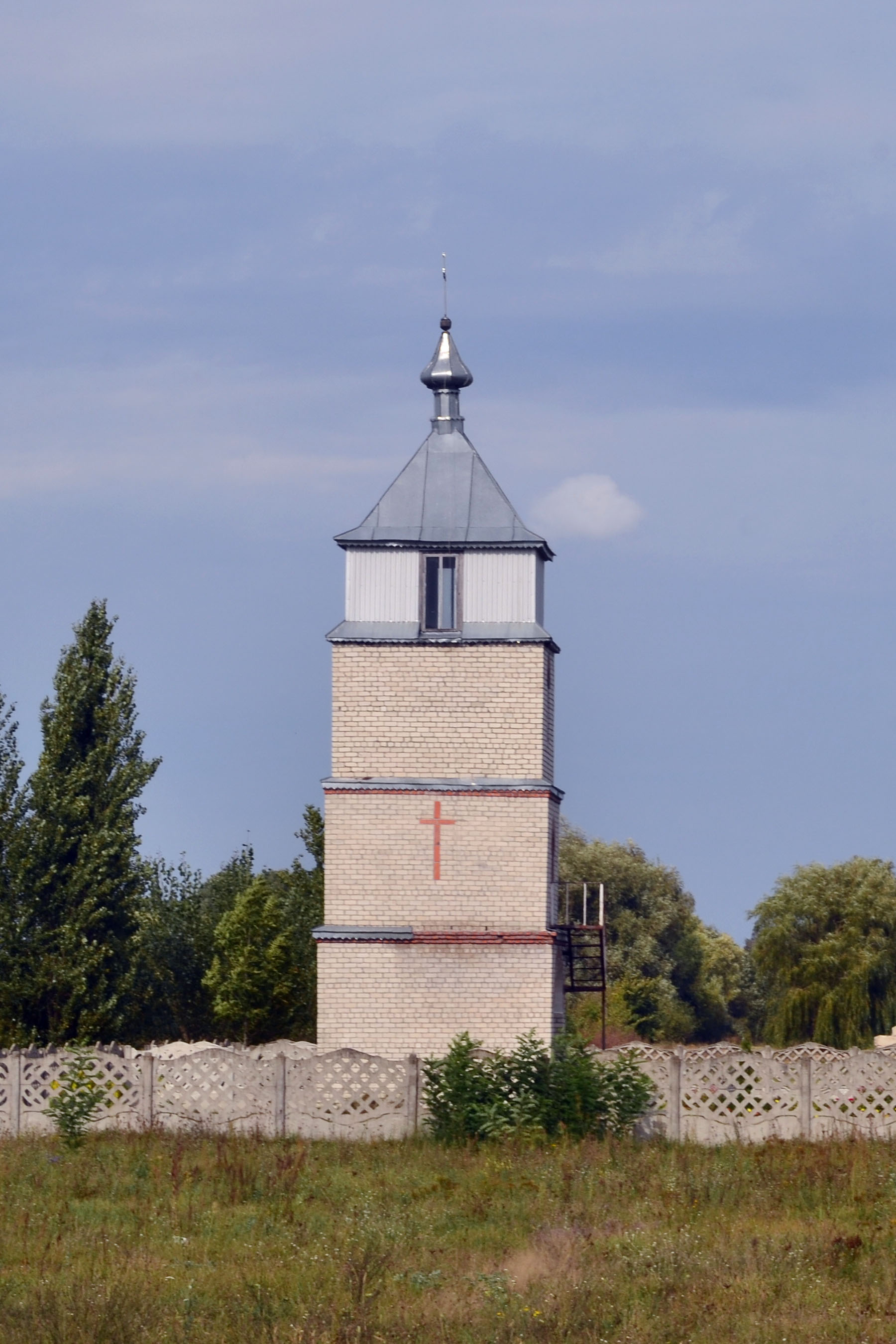
Дзвіниця Свято-Преображенської церкви (вул. Гайдашука 33Ї)
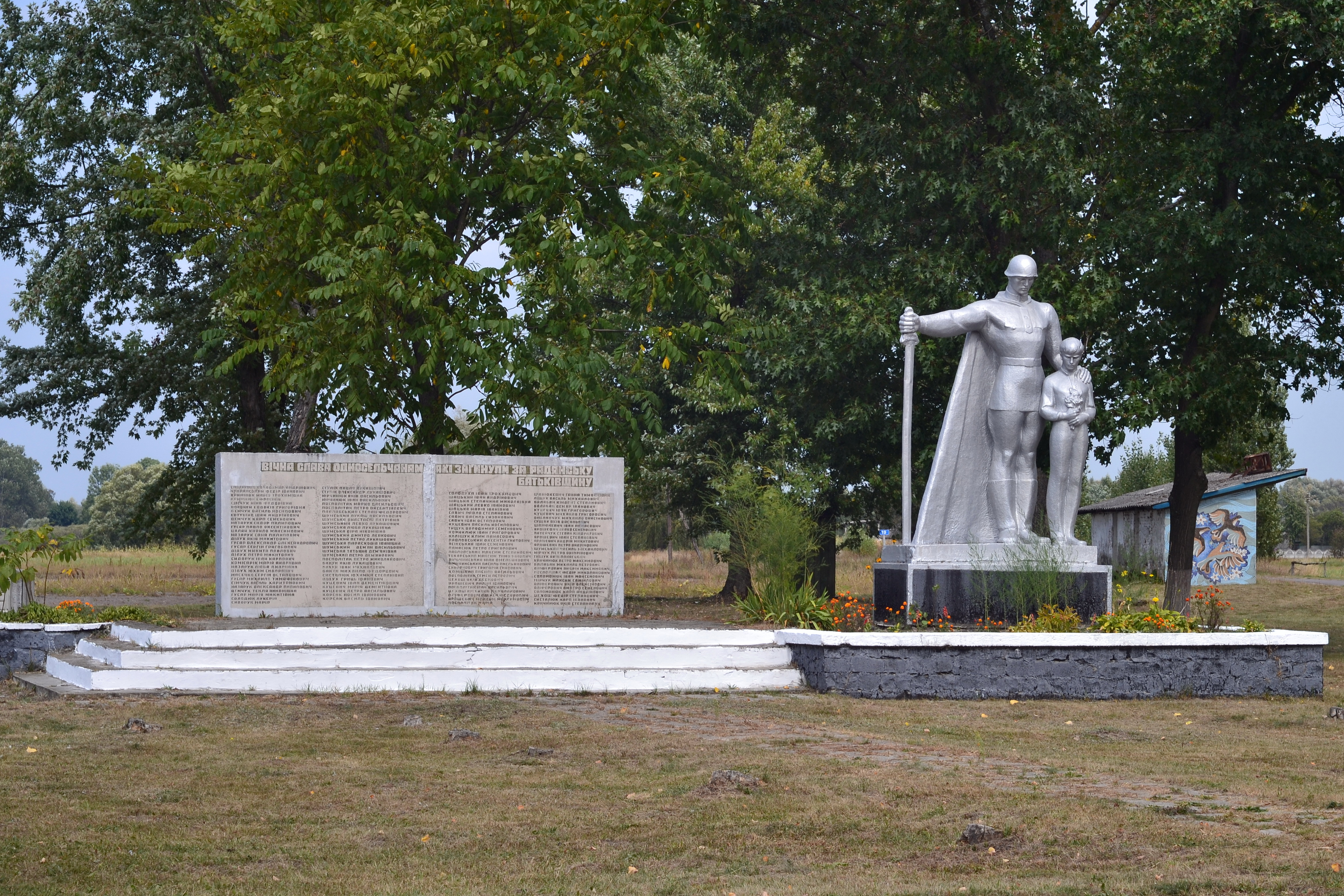
Пам'ятник землякам (вул. Міщанська)
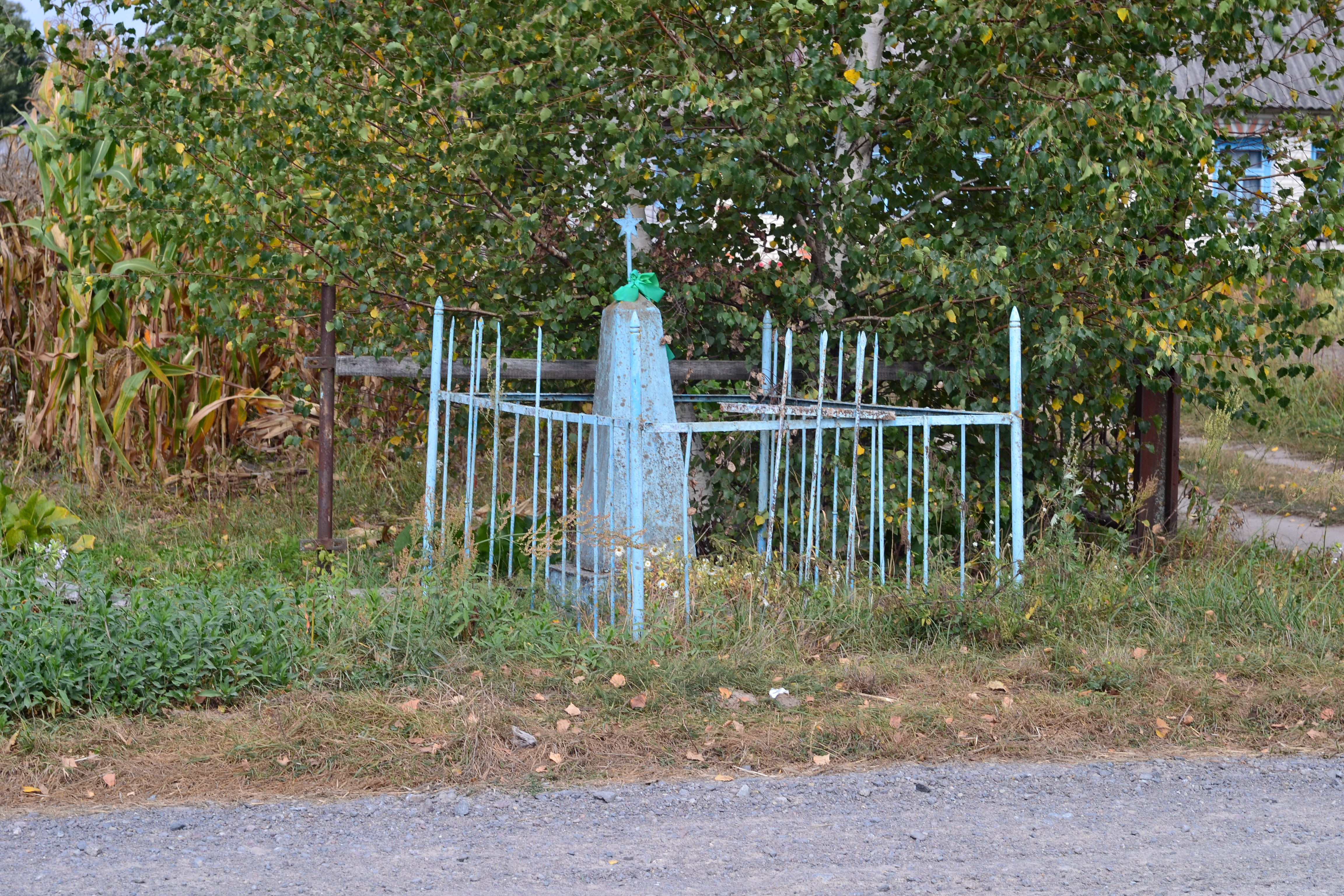
Могила невідомого радянського воїна (вул. Міщанська)
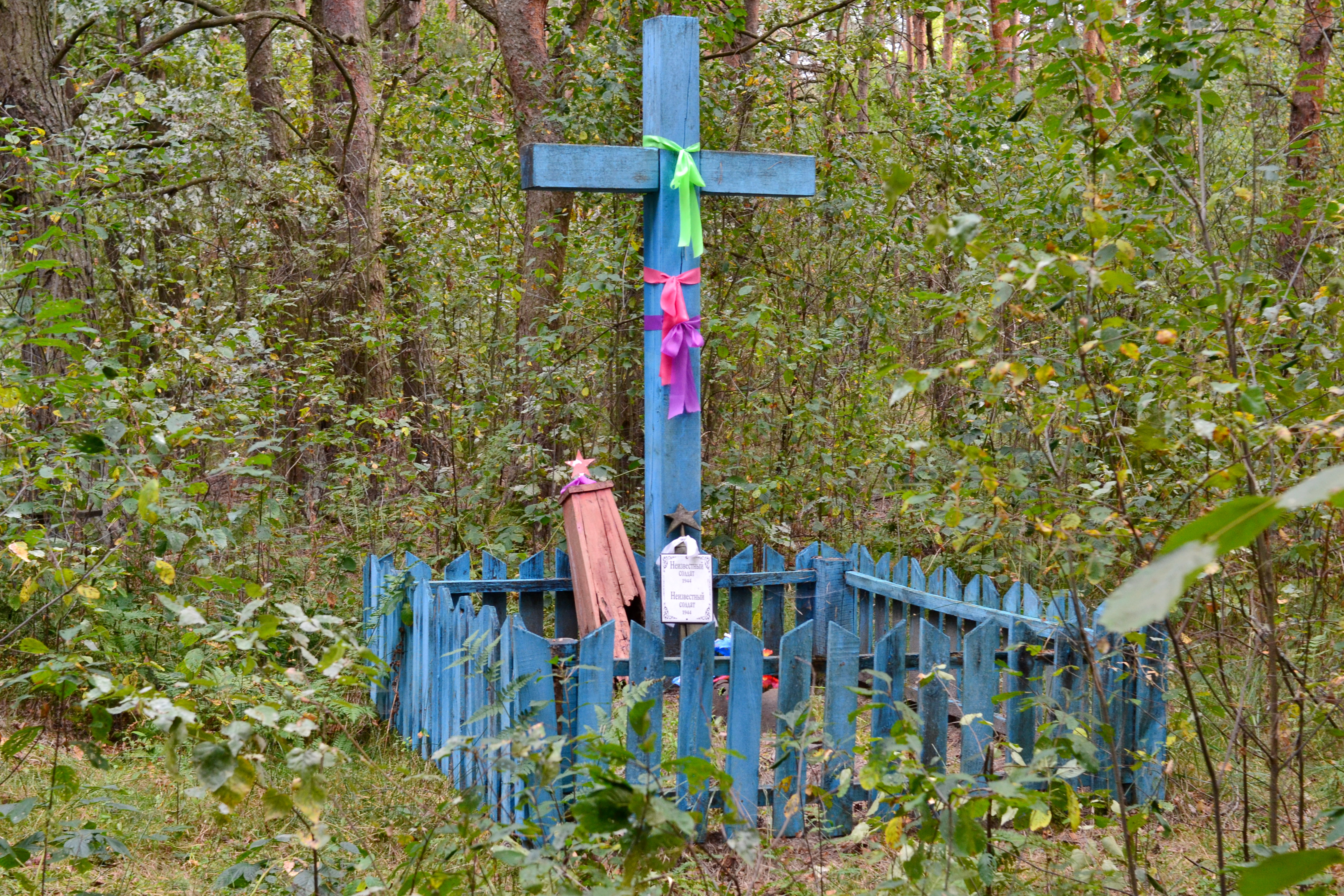
Могила братська двох невідомих радянських воїнів (у лісі біля дороги до с. Борзова)